# Festival du cinéma américain de Deauville 2019
Le Festival du cinéma américain de Deauville 2019, la 45e édition du festival, se déroule du 6 au 15 septembre 2019.

## Déroulement et faits marquants
Le 7 septembre 2019 est célébré le 25e anniversaire de la compétition au Festival du cinéma américain de Deauville. Pour l’occasion d’anciens présidents et présidente des jurys sont présents; à  savoir Roman Polanski (Président en 2003), Emmanuelle Béart (Présidente en 2010), Audrey Pulvar (Présidente Révélation en 2016), Jean-Paul Rappeneau (Président en 1998), Valérie Donzelli (Président Révélation en 2013), Claude Lelouch (Président en 2004), Jean-Pierre Jeunet (Président en 2009), Régis Wargnier (Président en 1999), Michel Hazanavicius (Président en 2017), Pierre Lescure (Président en 2002, membre en 2013 et 2014), ainsi que Catherine Deneuve et Anna Mouglalis et leurs jurys.
Le palmarès est dévoilé le 14 septembre 2019 : le Grand prix est décerné à Bull d'Annie Silverstein qui remporte aussi le Prix de la critique internationale et le Prix de la Révélation. Le Prix du jury est remis à The Climb de Michael Angelo Covino et The Lighthouse de Robert Eggers.

## Jurys

### Jury de la compétition officielle
- Catherine Deneuve (présidente du jury) : actrice  France
- Antonin Baudry : réalisateur, scénariste et auteur de bandes dessinées  France
- Claire Burger : réalisatrice, scénariste et monteuse  France
- Jean-Pierre Duret : réalisateur et ingénieur du son  France
- Valeria Golino : actrice, réalisatrice et productrice  Italie
- Vicky Krieps : actrice  Luxembourg
- Gaël Morel : acteur, réalisateur et scénariste  France
- Orelsan : rappeur et acteur  France
- Nicolas Saada : réalisateur, scénariste et critique  France
- Gaspard Ulliel : acteur  France

### Jury de la Révélation
- Anna Mouglalis (présidente du jury) : actrice  France
- Alice Belaïdi : actrice  France
- Damien Bonnard : acteur  France
- Marie-Louise Khondji : productrice  France
- Roman Kolinka : acteur  France

## Sélection

### Ouverture
- Un jour de pluie à New York (A Rainy Day in New York) de Woody Allen

### Clôture
- Cuban Network de Olivier Assayas

### La Compétition
- Bull d'Annie Silverstein
- The Climb de Michael Angelo Covino
- Ham on Rye de Tyler Taormina
- Judy and Punch de Mirrah Foulkes
- Knives and Skin de Jennifer Reeder
- The Lighthouse de Robert Eggers
- Mickey and the Bear d'Annabelle Attanasio
- The Peanut Butter Falcon de Tyler Nilson et Michael Schwartz
- Port Authority de Danielle Lessovitz
- Share de Pippa Bianco
- Skin de Guy Nattiv
- Swallow de Carlo Mirabella-Davis
- Watch List de Ben Rekhi
- The Wolf Hour d'Alistair Banks Griffin

### Les Premières
- American Skin de Nate Parker
- American Woman de Jake Scott
- Angry Birds : Copains comme cochons de Thurop Van Orman
- Charlie Says de Mary Harron
- Greener Grass de Jocelyn Deboer et Dawn Luebbe
- Heavy de Jouri Smit
- Jeremiah Terminator LeRoy de Justin Kelly
- Music of My Life de Gurinder Chadha
- Le Projet Hummingbird de Kim Nguyen
- Seberg de Benedict Andrews (en)
- Terre maudite d'Emma Tammi
- Une vie cachée de Terrence Malick
- Waiting for the Barbarians de Ciro Guerra

### Les Docs de l'Oncle Sam
- 5B de Paul Haggis et Dan Krauss
- Apollo 11 de Todd Douglas Miller
- Making Waves: The Art of Cinematic Sound de Midge Costin
- Memory – The Origins of Alien de Alexandre O. Philippe
- Miles Davis: Birth of the Cool de Stanley Nelson
- Tout est possible (The Biggest Little Farm) de John Chester
- Tout peut changer, et si les femmes comptaient à Hollywood ? (This Changes Everything) de Tom Donahue

## Hommages
Hommage
- Johnny Depp : acteur  États-Unis

Deauville Talent Award
- Kristen Stewart : actrice  États-Unis
- Pierce Brosnan : acteur  Irlande  États-Unis
- Geena Davis : actrice et productrice  États-Unis
- Sienna Miller : actrice  États-Unis  Royaume-Uni

Prix Nouvel Hollywood
- Sophie Turner : actrice  Royaume-Uni

## Palmarès
- Grand prix : Bull d'Annie Silverstein
- Prix du jury : (ex æquo) The Climb de Michael Angelo Covino et The Lighthouse de Robert Eggers
- Prix de la critique internationale : Bull d'Annie Silverstein
- Prix de Fondation Louis Roederer de la Révélation : Bull d'Annie Silverstein
- Prix du public : The Peanut Butter Falcon de Tyler Nilson et Michael Schwartz
- Prix d'Ornano-Valenti : Les Misérables de Ladj Ly